# Войводство
Войводство (на полски: Województwo, vɔjɛˈvut͡stfɔ) е най-голямата териториална административна единица в Полша. Според статистическата номенклатура на Европейския съюз войводствата се водят ниво NUTS-2. Следващото ниво на териториално-административна единица в Полша се нарича повят (окръг).
В съвременния полски език наименованието войводство идва от славянската дума войвода, която в средновековието е приела значението на херцогство.

## История
След Втората световна война до 1975 година е имало 17 войводства. Тази бройка впоследствие е увеличена до 49, като официалният мотив е оптимизация на местните структури, подсилване на регионалната администрация и намаляване на икономическите неравности между провинциите. Нито една от тези цели не е постигната, а вместо това се е увеличило влиянието на централната администрация. 
На 1 януари 1999 година се стига до нова реформа на административното деление и се устройват 16 войводства, позоваващи се предимно на исторически райони. Първоначално са били предвидени 12 войводства, но след политически дискусии се постига съгласие бройката да е 16. Допълнителните четири са Ополско войводство, Швентокшиско войводство, Любушко войводство и Куявско-поморско войводство.  След продължителни политически дискусии се стига и до решението Куявско-поморското и Любушкото войводства да имат едновременно две столици.

### Исторически брой на войводствата
- 1582 – 1634: 34
- 1634 – 1660: 35
- 1660 – 1717: 33
- 1717 – 1768: 33
- 1815 – 1837: 8 (В Конгресна Полша наричани губернии.)
- 1922 – 1939: 16 (Силезкото войводство притежава автономия. 1 град извън войводственото деление.)
- 1944 – 1945: 10 (Силезкото войводство притежава автономия. 1 град извън войводственото деление.)
- 1945 – 1946: 11 (1 невойводствен град)
- 1946 – 1950: 14 (2 невойводствени града)
- 1950 – 1975: 17 (2 невойводствени града, от 1954 – 5)
- 1975 – 1998: 49
- от 1 януари 1999: 16

## Органи
Тъй като Полша е централизирана държава, войводствата нямат държавновластнически качества, както провинциите във федералните държави.
Всяко войводство има като органи за самоуправление Регионално събрание (на полски: sejmik województwa) и избран от него Регионален съвет (на полски: zarząd województwa), начело с председател (на полски: marszałek województwa).
Така нареченият войвода (на полски: wojewoda) не се избира на регионално ниво, а всъщност е представител на правителството във Варшава в съответния регион (подобно на институцията областен управител в България). Неговата задача е да контролира работата на местните структури за самоуправление. 

## Списък на войводствата от 1999 г. насам
| Флаг | Герб | Войводство | Войводство                             | Повяти | Площ, km²      | Население       | д./km²     | Столица                                                           | www                                                                        |
| ---- | ---- | ---------- | -------------------------------------- | ------ | -------------- | --------------- | ---------- | ----------------------------------------------------------------- | -------------------------------------------------------------------------- |
|      |      | PL-MZ      | Мазовецко Mazoweckie                   | 42     | 35 558,18 (1)  | 5 188 488 (1)   | 145,9 (3)  | Варшава Warszawa                                                  | www.mazowsze.uw.gov.pl Архив на оригинала от 2011-04-27 в Wayback Machine. |
|      |      | PL-DS      | Долносилезко Dolnośląskie              | 29     | 19 946,77 (7)  | 2 878 410 (5)   | 144,3 (4)  | Вроцлав Wrocław                                                   | www.uwoj.wroc.pl                                                           |
|      |      | PL-KP      | Куявско-Поморско Kujawsko-Pomorskie    | 23     | 17 971,68 (10) | 2 066 136 (10)  | 115 (8)    | Бидгошч, Торун Bydgoszcz, Toruń                                   | www.uwoj.bydgoszcz.pl Архив на оригинала от 2008-10-03 в Wayback Machine.  |
|      |      | PL-LU      | Люблинско Lubelskie                    | 24     | 25 122,49 (3)  | 2 166 213 (8)   | 86,2 (12)  | Люблин Lublin                                                     | www.uw.lublin.pl Архив на оригинала от 2011-07-22 в Wayback Machine.       |
|      |      | PL-LB      | Любушко Lubuskie                       | 14     | 13 987,88 (13) | 1 008 481 (16)  | 72,1 (14)  | Гожов Велкополски, Жельона Гура Gorzów Wielkopolski, Zielona Góra | www.wojewodalubuski.pl                                                     |
|      |      | PL-LD      | Лодзко Łódzkie                         | 24     | 18 218,96 (9)  | 2 555 898 (6)   | 140,3 (5)  | Лодз Łódź                                                         | www.uw.lodz.pl                                                             |
|      |      | PL-MA      | Малополско Małopolskie                 | 22     | 15 182,87 (12) | 3 279 036 (4)   | 216 (2)    | Краков Kraków                                                     | www.uwoj.krakow.pl                                                         |
|      |      | PL-OP      | Ополско Opolskie                       | 12     | 9411,67 (16)   | 1 037 088 (15)  | 110,2 (10) | Ополе Opole                                                       | www.opole.uw.gov.pl                                                        |
|      |      | PL-PK      | Подкарпатско Podkarpackie              | 25     | 17 845,66 (11) | 2 097 338 (9)   | 117,5 (7)  | Жешов Rzeszów                                                     | www.rzeszow.uw.gov.pl                                                      |
|      |      | PL-PD      | Подляско Podlaskie                     | 17     | 20 187,01 (6)  | 1 192 660 (14)  | 59,1 (15)  | Бялисток Białystok                                                | www.bialystok.uw.gov.pl                                                    |
|      |      | PL-PM      | Поморско Pomorskie                     | 20     | 18 310,36 (8)  | 2 210 920 (7)   | 120,7 (6)  | Гданск Gdańsk                                                     | www.uw.gda.pl                                                              |
|      |      | PL-SK      | Швентокшиско Swiętokrzyskie            | 14     | 11 710,20 (15) | 1 275 550 (12)  | 108,9 (11) | Келце Kielce                                                      | www.szczecin.uw.gov.pl                                                     |
|      |      | PL-SL      | Силезко Śląskie                        | 36     | 12 333,51 (14) | 4 650 300 (2)   | 377,4 (1)  | Катовице Katowice                                                 | www.katowice.uw.gov.pl                                                     |
|      |      | PL-WP      | Великополско Wielkopolskie             | 35     | 29 826,51 (2)  | 3 386 882 (3)   | 113,6 (9)  | Познан Poznań                                                     | www.poznan.uw.gov.pl                                                       |
|      |      | PL-WN      | Варминско-Мазурско Warmińsko-Mazurskie | 21     | 24 173,17 (4)  | 1 426 155 (12)  | 59 (16)    | Олщин Olsztyn                                                     | www.uw.olsztyn.pl                                                          |
|      |      | PL-ZP      | Западнопоморско Zachodniopomorskie     | 21     | 22 892,48 (5)  | 1 692 271 (11)  | 73,9 (13)  | Шчечин Szczecin                                                   | www.szczecin.uw.gov.pl                                                     |
|      |      | PL         | Република Полша Rzeczpospolita Polska  | 379    | 312 685 (68)   | 38 636 157 (32) | 123        | Варшава Warszawa                                                  | www.polska.pl                                                              |